# Trolza-5265 Megapolis

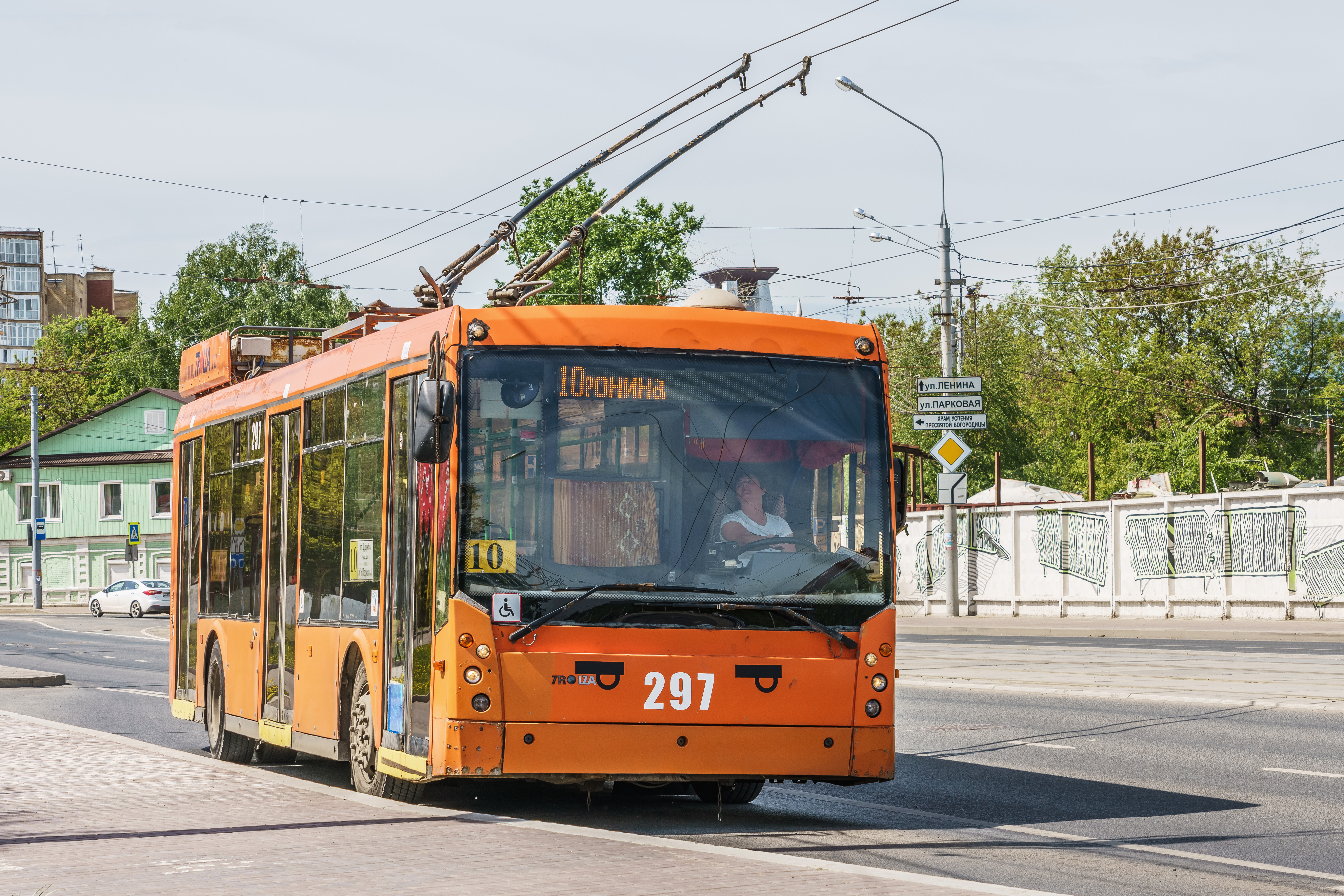
Trolejbus Trolza-5265 Megapolis v Permu

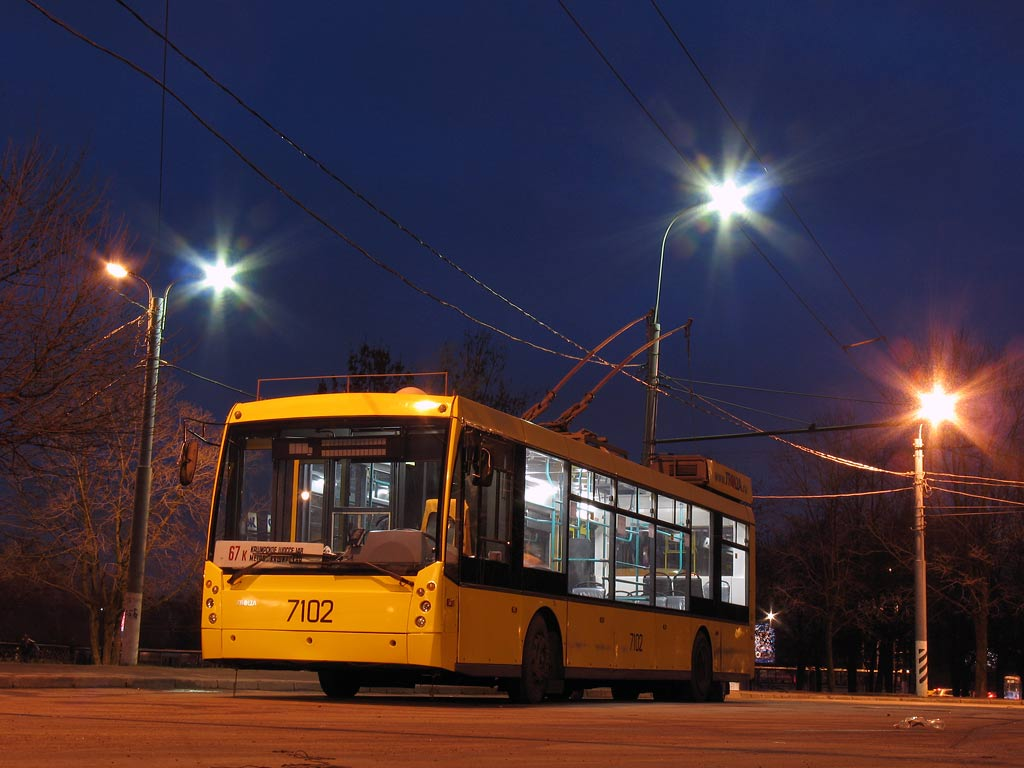
Noční záběr Trolzy-5265 z Moskvy

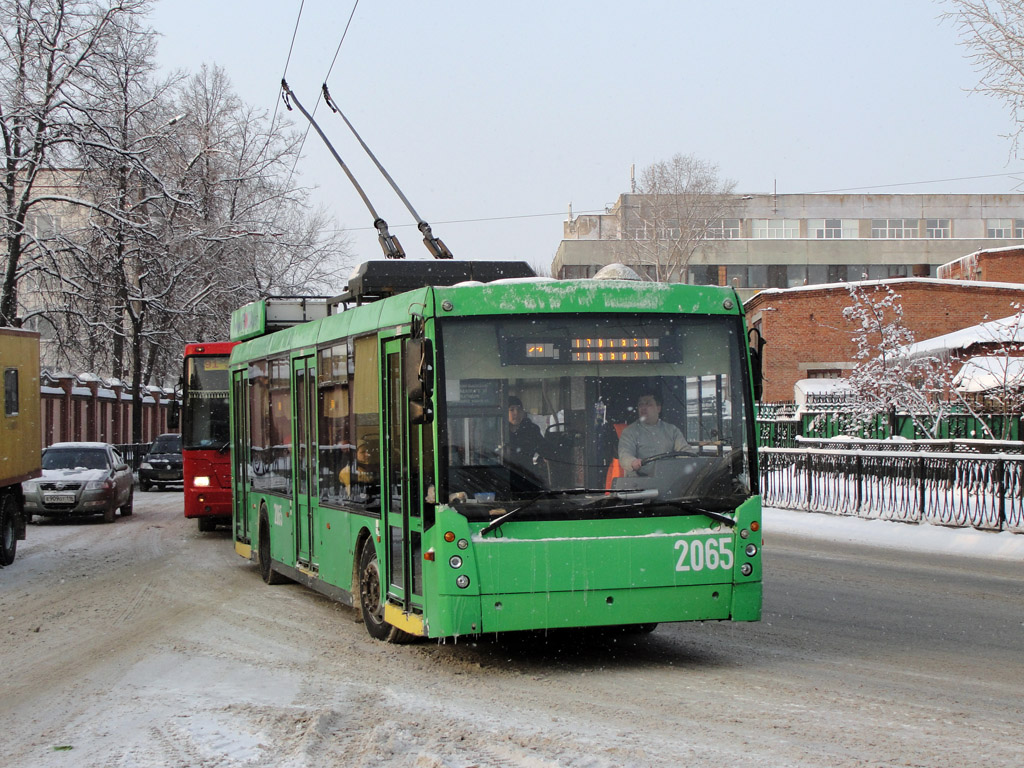
Trolza-5265 v Kazani

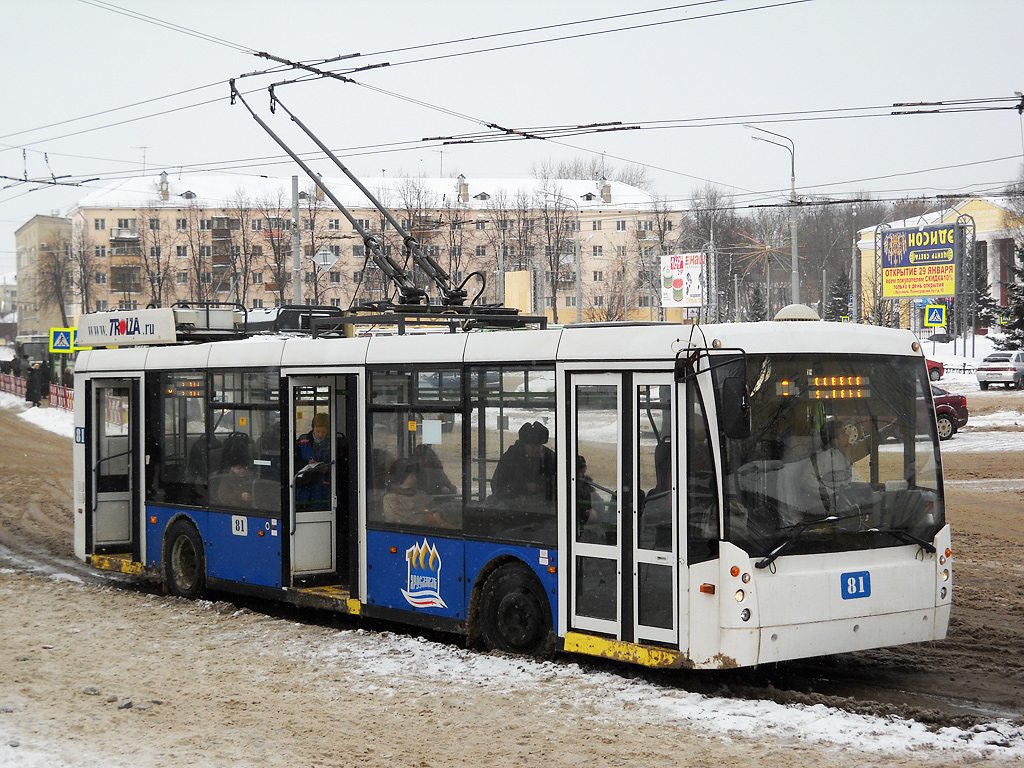
Zimní záběr trolejbusu Trolza-5265 z Jaroslavli

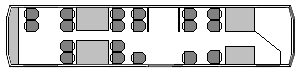
Rozložení sedaček v prostoru pro cestující

Trolza-5265 Megapolis je ruský nízkopodlažní trolejbus pro městskou dopravu. Sériově ho vyrábí firma Trolza v Engelsu v Saratovské oblasti v Rusku. Trolejbusy tohoto typu jsou v provozu v mnoha městech Ruska i na Ukrajině.

## Popis vozidla
Je to první plně nízkopodlažní trolejbus zkonstruovaný výrobcem z Engelsu. Je dvounápravový, třídveřový. Střecha je krytá ocelovým pozinkovaným plechem. Zaoblené přechody mezi střechou a bočnicemi, boky vozidla, přední i zadní čelo jsou ze sklolaminátových panelů. Podlaha je nízká v celém prostoru pro cestující, je bez schůdků. Proti středním dveřím je plošinka pro stojící cestující, která umožňuje umístění dětského kočárku nebo invalidního vozíku. Regulace asynchronního trakčního motoru je tranzistorová s IGBT tranzistory. Na základě modelu 5265 byla zkonstruována kloubová verze Trolza-6206 Megapolis.

## Historie dodávek
První prototyp byl dokončen v roce 2005 a zkoušel se v Saratově. Potom ho převezli do Moskvy, kde dostal evidenční číslo 7100 a v dubnu 2006 byl vystaven na výstavě Dorkomexpo - 2006. Od května jezdil s cestujícími na lince 63. Tento prototyp měl pro Moskvu netypickou barvu. Až do obdržení nového nátěru byl celý oranžový. Na konci roku 2006 Moskva objednala sérii 15 kusů. Dodávky do Moskvy dále pokračují.

### 2007
- V červnu dodán první kus pro Krasnodar, následovaly další dva kusy
- V létě dodávka prvního kusu do Murmansku, následně ještě čtyři
- Na podzim dodány dva vozy do Kazaně
- Koncem roku dodán jeden vůz do Petrohradu, ale byl prodán do Brjansku

### 2008
- V létě dodány čtyři kusy do Saratova
- Koncem roku dostala pět vozů Jaroslavl

### 2009
- V březnu dodáno 16 vozů do Oděsy
- Jeden kus dodán do Voroněže
- Čtyři kusy dodány do Engelsu, po jednom pro Saratov, Vladimir, Smolensk
- Perm kupuje s pomocí státních dotací 33 kusů

### 2010
- V srpnu 2010 byl do Simferopolu dodán první trolejbus pro zkoušky na horské trase Simferopol - Alušta - Jalta. Na rozdíl od ostatních vozů, tento byl smontován na Ukrajině ve firmě JUMZ. Při zkouškách se neosvědčil a byl odeslán ke zkouškám do Doněcka. Na podzim 2010 se trolejbus vrátil výrobci. Firma JUMZ chce společně s Trolzou vyrábět trolejbusy typu 5265 Megapolis s cílem dodávat je do pořadatelských měst fotbalového šampionátu EURO 2012. Trolza by měla dodávat 75 % dílů, zbytek dílů by měl dodat a kompletaci provést JUMZ.
- V říjnu byly dva kusy dodány do Petrohradu
- Perm kupuje dalších 13 vozů

## Nedostatky
- Nepraktické rozvržení ploch v prostoru pro cestující, hodně místa je nevyužitelného.[zdroj⁠?!] Díky tomu je obsaditelnost menší, než jiného nízkopodlažního trolejbusu AKSM-321. Také míst k sezení je jen 20 oproti 26 u AKSM-321.
- Špatné větrání prostoru pro cestující vzhledem k chybějícím střešním oknům.[zdroj⁠?!]
- Silný hluk regulace trakčního motoru ve srovnání s trolejbusem VMZ-5298.01, který má stejnou regulaci.[zdroj⁠?!]